# Adonisea buta
Adonisea buta är en fjärilsart som beskrevs av Smith 1907. Adonisea buta ingår i släktet Adonisea och familjen nattflyn. Inga underarter finns listade i Catalogue of Life.